# Exocentrus indicola
Exocentrus indicola là một loài bọ cánh cứng trong họ Cerambycidae.